# Edwin Ernest Salpeter
Edwin Ernest Salpeter, avstrijsko-ameriški astrofizik, * 3. december 1924, Dunaj, Avstrija, † 26. november 2008, Ithaca, New York, ZDA.